# ゲオルク・ハームス＝リュストリンゲン
ゲオルク・ハームス＝リュストリンゲン（Georg Harms-Rüstringen、1890年11月2日 - 1955年10月14日）はドイツの画家。

## 略歴
現在のニーダーザクセン州のヘッペンス（Heppens）、当時、リュストリンゲンと呼ばれていた地域で生まれた。画家の見習いとなり、絵画をオルデンブルク大公、フリードリヒ・アウグストに賞賛された。その時、「リュストリンゲンのハームス」と呼ばれたことから、ハームス＝リュストリンゲンを自称するようになった。オルデンブルクの商人たちや、公国から支援を受けてブクステフーデの美術学校で学び、その後、ワイマールの美術院、ミュンヘン美術院で学んだ。学んだ教師たちには、マックス・テディ、フリッツ・マッケンゼンらがいた。
修行を終えて、故郷に戻りアトリエをつくり、ブレーメンやオルデンブルクの展覧会に出展した。画家として成功し、ニーダーザクセン州のヴィルヘルムスハーフェンに「カイザー・フリードリヒ市立美術館」（Kaiser-Friedrich-Kunsthalle、後のKunsthalle Wilhelmshaven）の設立者の一人となるが、第二次世界大戦時のはげしい爆撃で、美術館におさめられていたハームスの作品も失われた。
| スタブアイコン | サブスタブ | この項目は、まだ閲覧者の調べものの参照としては役立たない、人物に関連した書きかけの項目です。この項目を加筆・訂正などしてくださる協力者を求めています（P:人物伝/PJ:人物伝）。 |